# Arkatag Shan
Arkatag Shan är en bergskedja i Kina. Den ligger i den västra delen av landet, 2 400 km väster om huvudstaden Peking.